# Dengeki Daioh
Il Monthly Comic Dengeki Daioh (月刊コミック電撃大王?, Gekkan Komikku Dengeki Daiō) è una rivista giapponese di manga shōnen pubblicata dalla ASCII Media Works (in precedenza MediaWorks). Molti dei manga serializzati in questa rivista sono stati poi pubblicati in volumi tankōbon sotto l'etichetta Dengeki Comics. La rivista è venduta a cadenza mensile il 21 di ogni mese. Due edizioni speciali, Dengeki Moeoh e Dengeki Daioh Genesis, sono invece rispettivamente bimestrale e trimestrale.
La pubblicazione deriva dalla rivista Cyber Comix della Bandai, titolo che ha lasciato il posto per soli tre numeri al Media Comix Dyne, a cui è succeduta la testata odierna sotto il nome Dengeki Daioh. In un primo momento trimestrale e poi bimestrale, la rivista alla fine è diventata un mensile sotto il nome di Monthly Comic Dengeki Daioh.
Negli ultimi anni la rivista ha iniziato a pubblicare informazioni riguardanti gli anime e i videogiochi fino a quando tali notizie non hanno cominciato ad occupare metà della rivista stessa. Nel 2007 il Dengeki Daioh ha celebrato i suoi 30 anni di pubblicazione. A partire dal numero di agosto 2008, venduto il 27 giugno 2008, la rivista ha aumentato il numero di manga serializzati passando da 700 a 900 pagine circa per numero.

## Serie pubblicate
Segue un elenco di serie pubblicate sul Monthly Comic Dengeki Daioh.
- Azumanga daiō (Kiyohiko Azuma)
- Blood Alone (Masayuki Takano)
- Bloom Into You (Nio Nakatani)
- Boogiepop Dual (storia di Kohei Kadono, disegni di Masayuki Takano)
- Boogiepop Phantom (storia di Kohei Kadono, disegni di Koji Ogata)
- Can a Boy-Girl Friendship Survive? (storia di Nana Nanana, disegni di Kamelie)
- Comic Party (Sekihiko Inui)
- D4 Princess (Shotaro Harada)
- Di Gi Charat (Koge-Donbo)
- Eromanga-sensei (storia di Tsukasa Fushimi, disegni di Rin)
- Figure 17 (Guy Nakahira)
- Gundam 0079 (Kazuhisa Kondo)
- Gunslinger Girl (Yu Aida)
- Hayate Cross Blade (Shizuru Hayashiya)
- Hoshi no Umi no Amuri (Shinya Inase)
- I May Be a Guild Receptionist, But I'll Solo Any Boss to Clock Out on Time (storia di Mato Kousaka, disegni di Suzu Yūki)
- Iono the Fanatics (Fujieda Miyabi)
- Kagihime Monogatari Eikyuu Alice Rondo (Kaishaku)
- Kanon (Petit Morishima)
- Kasimasi ~Girl Meets Girl~ (storia di Satoru Akahori, disegni di Yukimaru Katsura)
- Kokoro Library (Nobuyuki Takagi)
- Manabi Straight! (Tartan Check)
- Na Na Na Na (Shotaro Harada)
- Ninin Ga Shinobuden (Ryoichi Koga)
- Onegai Teacher (Shizuru Hayashiya)
- Onegai Twins (Akikan)
- Otome wa Boku ni Koishiteru (Kanao Araki)
- Shakugan no Shana (storia di Yashichirō Takahashi, disegni di Ayato Sasakura)
- Shina Dark (Bunjūrō Nakayama)
- Sola (Chako Abeno)
- Stellvia of the Universe (Ryo Akitsuki)
- Strawberry Marshmallow (Barasui)
- Sword Art Online: Kiss and Fly (Riko Bekkou)
- Sword Art Online: Re:Aincrad (Kimi)
- ToHeart (Ukyou Takao)
- Toradora! (Storia di Yuyuko Takemiya, disegni di Zekkyō)
- Toshokan Sensō (Yayoi Furudori)
- Tsukihime (storia di Kinoko Nasu, disegni di Sasakishonen)
- Walkure Romanze (disegni di Mitsu King)
- Yoake Mae Yori Ruri Iro Na (HoeHoe No-miso)
- Yotsuba &! (Kiyohiko Azuma)

## Edizioni speciali
Dengeki Moeoh
Dengeki Moeoh (電撃萌王?, Dengeki Moeō) è una rivista di manga seinen venduta il giorno ventisei dal 26 marzo 2002. Inizialmente a cadenza trimestrale, dopo tre mesi di pausa ha ricominciato la pubblicazione nel marzo 2006 passando a una periodicità bimensile. Al 2009 le copie in circolazione sono ammontate a 50000.
Dengeki Teioh
Dengeki Teioh (電撃帝王?, Dengeki Teiō) era una rivista di manga seinen edita da MediaWorks il ventisei di gennaio, aprile, luglio e novembre. La pubblicazione ha avuto luogo dal 26 aprile 2004 al 26 novembre 2006.
Comic Sylph
Comic Sylph (コミックシルフ?, Komikku Shirufu) è una rivista di manga shōjo nata il 9 dicembre 2006 come edizione speciale del Dengeki Comic Gao! e poi edita dal 21 marzo 2008 come edizione speciale del Dengeki Daioh. Dal 22 maggio 2008 la rivista ha cambiato nome in Sylph, passando anche da una periodicità bimestrale a bimensile e diventando indipendente.
Dengeki Bunko Magazine
Dengeki Bunko Magazine (電撃文庫MAGAZINE?) è una rivista bimensile di light novel nata come edizione speciale del Dengeki Daioh. Pubblicata dal 10 dicembre 2007 come successore del Dengeki hp, dal 10 aprile 2008 è diventata una rivista indipendente.
Dengeki Daioh "g"